# Тимошкинська сільська рада
Тимо́шкинська сільська рада (рос. Тимошкинский сельский совет) — сільське поселення у складі Матвієвського району Оренбурзької області Росії.
Адміністративний центр — село Тимошкино.

## Історія
2005 року ліквідована Борискинська сільська рада (село Борискино), територія увійшла до складу Тимошкинської сільради.

## Населення
Населення — 442 особи (2019; 586 в 2010, 821 у 2002).

## Склад
До складу сільської ради входять:
| Населений пункт       | Населення, осіб (2002) | Населення, осіб (2010) |
| --------------------- | ---------------------- | ---------------------- |
| Борискино, село       | 417                    | 289                    |
| Кузьминовка, присілок | 8                      | 0                      |
| Тимошкино, село       | 396                    | 297                    |